# 1958-as cannes-i filmfesztivál
A 11. Cannes-i Nemzetközi Filmfesztivál 1958. május 2. és május 18. között került megrendezésre, Marcel Achard francia író elnökletével. A versenyben 26 játékfilmet és 24 rövidfilmet tűztek műsorra, egy játékfilmet pedig versenyen kívül vetítettek.
Az 1958. év egyfajta választóvonalat jelentett a fesztivál történetében: külsőségekben és a díjazás tekintetében a líraiság, a puritánság és az akadémikusság jellemezte, ugyanakkor lezárta a filmművészet világháború utáni időszakát, és elérkezett a megújhodás küszöbéhez. A kialakult helyzetet jól jellemezte, hogy a szervezők nem tudták elérni, hogy a francia állam a ma már az új hullám alapfilmjének tekintett Claude Chabrol-alkotást, A szép Serge-et nevezze a versenybe, és hogy a fiatal, Louis Malle – fesztiváltól távol tartott – Felvonó a vérpadra című filmjét a rendezvény idején nagy sikerrel vetítették Cannes legnagyobb filmszínházában…
Természetesen ott volt Ingmar Bergman és szép számban képviseltette magát a közép- és kelet-európai filmművészet is: az előző évi Csatorna és A negyvenegyedik után 1958-ban a Szállnak a darvak részesült elismerésben. Paradox módon a hidegháború miatt részben e kelet-európai jelenlét okozta, hogy a filmseregszemle kezdett marginálizálódni. Viszonylag kevés angolszász és olasz film mellett főleg a harmadik világ volt jelen. A rendezvény története során soha ilyen alacsony számban nem képviseltette magát a francia filmgyártás (mindössze két film; igaz, az egyiket – Tati Nagybácsim címűjét – díjazták). Ráadásul a francia kritikusok egy része is távol maradt, miután kitiltották a fesztiválról François Truffaut-t, a Cahiers du Cinéma kritikusát, aki hevesen támadta a fesztivált túlzott elitizmusa miatt (kötelező nyakkendőviselet…), és annak okán, hogy az új hullám figyelmen kívül hagyásával képtelen összegyűjteni, és reálisan bemutatni a világ filmtermésének legjobbjait…
A magyar filmművészetet Herskó János Vasvirág című filmje képviselte, a Cannes-ban már otthonosan mozgó Törőcsik Marival és Avar Istvánnal a főszerepben. A kisfilmesek között ismét Kollányi Ágoston kapott lehetőséget a megméretkezésre, az Egy másodperc története című opusával.
Cannes felfedezésre váró csillagjai Jayne Mansfield és Tatyjana Szamojlova voltak. A bemutatott filmek főbb szereplői: Sophia Loren és Anthony Perkins (Vágy a szilfák alatt), Bibi Andersson, Max von Sydow és  Ingrid Thulin (Közel az élethez), Orson Welles és Paul Newman (Hosszú, forró nyár), valamint Maurice Chevalier és Gábor Éva (Gigi). Folytatta diadalútját Romy Schneider Sissi szerepében.
Yul Brynner, orosz származású, amerikai útlevéllel és állandó francia lakhellyel rendelkező színész Dimitrij Karamazov szerepében volt látható. Noha sem a kritika, sem a közönség, sem pedig a zsűri nem tartotta figyelemre méltónak a filmet, a színésznek jól jött a fesztivál, mert tehetségét látva Jean Cocteau azonnal szerepet adott neki Orfeusz végrendelete című filmjében.
Persze kisebb botrány most is volt: Sophia Loren – aki azt szerette volna, hogy a főszereplésével játszott Vágy a szilfák alatt című filmet este tűzzék műsorra – dühösen otthagyta a fesztivált, amikor kiderült: a filmet délutánra programozták.

## Zsűri
Elnök: Marcel Achard, író –  Franciaország

### Versenyprogram
- Bernard Buffet, színész –  Franciaország
- Cesare Zavattini, forgatókönyvíró –  Olaszország
- Charles Vidor, filmrendező –  Amerikai Egyesült Államok
- Dudley Leslie, újságíró, forgatókönyvíró –  Egyesült Királyság
- Helmut Käutner, filmrendező –  NSZK
- Jean de Baroncelli, filmkritikus –  Franciaország
- Ladislao Vajda, filmrendező –  Spanyolország
- Madeleine Robinson, színésznő –  Franciaország
- Szergej Jutkevics, filmrendező –  Szovjetunió
- Aszabuki Tomiko, újságíró –  Japán

### Rövidfilmek
- Edmond Séchan, filmrendező –  Franciaország
- Jean Mitry, történész, forgatókönyvíró –  Franciaország
- Jerzy Toeplitz, filmrendező –  Lengyelország
- Krishna Riboud, műgyűjtő –  India
- Norman McLaren, filmrendező –  Kanada

## Nagyjátékfilmek versenye
- Ciulinii Baraganului (Ciulinii Baraganului)[3] – rendező: Louis Daquin
- Das Wirtshaus im Spessart (A spessarti fogadó) – rendező: Kurt Hoffmann
- Desire Under the Elms (Vágy a szilfák alatt) – rendező: Delbert Mann
- En djungelsaga'' – rendező: Arne Sucksdorff
- Giovani mariti (Fiatal férjek) – rendező: Mauro Bolognini
- Goha'' – rendező: Jacques Baratier
- Jukiguni – rendező: Tojoda Siro
- La caleta olvidada'' – rendező: Bruno Gebel
- La venganza (A bosszú) – rendező: Juan Antonio Bardem
- L'Eau vive'' – rendező: François Villiers
- Letyat zsuravli (Szállnak a darvak) – rendező: Mihail Kalatozov
- L'Uomo di paglia (A szalmaözvegy) – rendező: Pietro Germi
- Mon oncle (Nagybácsim) – rendező: Jacques Tati
- Nära livet (Közel az élethez) – rendező: Ingmar Bergman
- Ni liv (Kilenc élet) – rendező: Arne Skouen
- Orders to Kill – rendező: Anthony Asquith
- Parash Pathar – rendező: Satyajit Ray
- Pardesi – rendező: Khwaja Ahmad Abbas és Vaszilij Pronin
- Rosaura a las diez – rendező: Mario Soffici
- Sissi – Schicksalsjahre einer Kaiserin (Sissi – Egy császárné sorsdöntő évei) – rendező: Ernst Marischka
- The Brothers Karamazov (A Karamazov testvérek) – rendező: Richard Brooks
- The Long, Hot Summer (Hosszú, forró nyár) – rendező: Martin Ritt
- To Telefteo psemma – rendező: Mihálisz Kakojánisz
- Vasvirág – rendező: Herskó János
- Visages de bronze – rendező: Bernard Taisant
- Žižkovská romance (Žižkovská romance) – rendező: Zbyněk Brynych

## Nagyjátékfilmek versenyen kívül
- Gigi (Gigi)[3] – rendező: Vincente Minnelli

## Rövidfilmek versenye
- Sapte arte (Sapte arte)[3] – rendező: Ion Popescu-Gopo
- A.B.C. (Aruba, Bonaire, Curaçao) – rendező: John Fernhout
- C12H22O11 –  Auf den Spuren des Lebens – rendező: Fritz Heydenreich
- Dubrovacki pasteli – rendező: Marjan Vajda
- Egy másodperc története – rendező: Kollányi Ágoston
- Gloria dei Medici – rendező: Antonio Petrucci
- Goya, una vida apasionata – rendező: José Ochoa
- Grafica človeku – rendező: France Kosmac
- Horju-dzsi – rendező: Hani Szuszumu
- I gorah Szaljanszkih – rendező: I. Belokurov, J. Prijemszkij
- La Drave – rendező: Raymond Garceau
- La Joconde: Histoire d’une obsession – rendező: Henri Gruel, Jean Suyeux
- La Seine a rencontré Paris (A Szajna találkozik Párizzsal) – rendező: Joris Ivens
- Les mystères d’une goutte d’eau – rendező: Dr. Ann H. Matzner
- Mandu – rendező: Neil Gokhale
- Nagrodzone uczucia – rendező: Jan Lenica, Walerian Borowczyk
- Nez nam narostla kridla – rendező: Jiří Brdecka
- Ô saisons ô châteaux (Ó évszakok, ó kastélyok) – rendező: Agnès Varda
- Perameren hylkeenpyytajat – rendező: Ulf Bäckström
- Sintra – rendező: João Mendes
- The Story of a Roof – rendező: Jamie Uys
- Trees and Jamaica Daddy – rendező: Lew Keller
- Voici le pays d’Israel – rendező: Jean Lehérissey
- Zimnij praznik – rendező: Mihail Szluckij

## Díjak

### Nagyjátékfilmek
- Arany Pálma: Letyat zsuravli (Szállnak a darvak)[3] – rendező: Mihail Kalatozov
- A zsűri különdíja: Mon oncle (Nagybácsim) – rendező: Jacques Tati
- Legjobb rendezés díja: Nära livet (Közel az élethez) – rendező: Ingmar Bergman
- Legeredetibb forgatókönyv díja: Giovani mariti (Fiatal férjek) – forgatókönyvíró: Pier Paolo Pasolini, Enzo Curreli és Pasquale Festa Campanile
- Legjobb női alakítás közös díja: Bibi Andersson, Eva Dahlbeck, Barbro Hiort af Ornäs és Ingrid Thulin – Nära livet (Közel az élethez)
- Legjobb férfi alakítás díja: Paul Newman – The Long, Hot Summer (Hosszú, forró nyár)
- Zsűri díja:
  - Goha – rendező: Jacques Baratier
  - Visages de bronze – rendező: Bernard Taisant
- Technikai nagydíj:
  - En djungelsaga – rendező: Arne Sucksdorff
  - Letyat zsuravli (Szállnak a darvak) – rendező: Mihail Kalatozov
  - Mon oncle (Nagybácsim) – rendező: Jacques Tati
- Külön dicséret: Tatjana Szamojlova  – Letyat zsuravli (Szállnak a darvak)

### Rövidfilmek
- Arany Pálma (rövidfilm) (megosztva):
  - La Seine a rencontré Paris (A Szajna találkozik Párizzsal) – rendező: Joris Ivens
  - La Joconde: Histoire d'une obsession – rendező: Henri Gruel, Jean Suyeux
- Különdíj (rövidfilm):
  - C12H22O11 –  Auf den Spuren des Lebens – rendező: Fritz Heydenreich
  - Nez nam narostla kridla – rendező: Jiří Brdecka